# 프랑스령 폴리네시아의 행정 구역

프랑스령 폴리네시아는 5개 행정구, 48개 코뮌으로 구성된다.

프랑스령 폴리네시아의 행정 구역은 총 2급으로 나뉘며, 5개 행정구 (프랑스어: subdivisions administratives)와 48개 코뮌 (communes)으로 구성된다. 각각의 코뮌은 여러 개의 연합 코뮌 (communes associées)으로 다시 엮인다.
프랑스령 폴리네시아의 행정 구역에 관한 법적 근거는 1971년 12월 24일 제정된 제71-1028호 조례에 따른 것이다. 또 1972년 5월 17일에 제정된 제72-408호와 제72-407호에는 행정구와 코뮌의 지위에 관한 구성을 정의하고 있다. 이와 더불어 2005년 12월 20일 제정된 제2005-1611호에서도 행정 구역을 명시해 놓았다.
다음은 행정구와 코뮌 지위에 따른 행정 구역 목록이다.

## 행정구 목록
| 이름                   | 프랑스어명           | 공식 명칭                                              | 위치                 | 행정청 소재지 | 면적 (km2) | 인구 (2017년, 명) |
| ---------------------- | -------------------- | ------------------------------------------------------ | -------------------- | ------------- | ---------- | ----------------- |
| 방 제도                | Îles du Vent         | la subdivision administrative des îles du Vent         | 소시에테 제도의 일부 | 파페테        | 1,194.1    | 207,333           |
| 수르방 제도            | Îles Sous-le-Vent    | la subdivision administrative des îles Sous-le-Vent    | 소시에테 제도의 일부 | 우투로아      | 403.5      | 35,393            |
| 마르키즈 제도          | Îles Marquises       | la subdivision administrative des îles Marquises       | 북동부에 위치        | 누쿠히바      | 1,049.3    | 9,346             |
| 오스트랄 제도          | Îles Australes       | la subdivision administrative des îles Australes       | 바스 제도 포함       | 투부아이      | 147.8      | 6,965             |
| 투아모투-강비에르 제도 | Îles Tuamotu-Gambier | la subdivision administrative des îles Tuamotu-Gambier |                      | 파페테        | 726.5      | 16,881            |
| 프랑스령 폴리네시아    |                      |                                                        |                      | 파페테        | 3,521.2    | 275,918           |

## 코뮌 목록
| 이름                | 행정구               | INSEE 코드 | 행정청 소재지  | 면적 (km2) | 인구 (2017년, 명) |
| ------------------- | -------------------- | ---------- | -------------- | ---------- | ----------------- |
| 파투히바            | 마르키스 제도        | 98718      | 오모아         | 85.0       | 612               |
| 히바오아            | 마르키스 제도        | 98723      | 아투오아       | 326.5      | 2,243             |
| 누쿠히바            | 마르키스 제도        | 98731      | 타이오하에     | 387.8      | 2,951             |
| 타후아타            | 마르키스 제도        | 98746      | 바이타후       | 61.0       | 653               |
| 우아후카            | 마르키스 제도        | 98756      | 하네           | 83.4       | 674               |
| 우아포우            | 마르키스 제도        | 98757      | 하카하우       | 105.6      | 2,213             |
| 아나                | 투아모투-강비에 제도 | 98711      | 투호라         | 55.7       | 811               |
| 아루투아            | 투아모투-강비에 제도 | 98713      | 라우티니       | 46.0       | 1,664             |
| 파카라바            | 투아모투-강비에 제도 | 98716      | 로토아바       | 110.0      | 1,637             |
| 팡가타우            | 투아모투-강비에 제도 | 98717      | 테아나         | 14.3       | 296               |
| 강비에              | 투아모투-강비에 제도 | 98719      | 리키테아       | 46.0       | 1,535             |
| 하오                | 투아모투-강비에 제도 | 98720      | 오테파         | 65.0       | 1,258             |
| 히쿠에루            | 투아모투-강비에 제도 | 98721      | 투파파티       | 15.2       | 275               |
| 마케모              | 투아모투-강비에 제도 | 98726      | 포우헤바       | 93.0       | 1,508             |
| 마니히              | 투아모투-강비에 제도 | 98727      | 파에우아       | 25.2       | 1,141             |
| 나푸카              | 투아모투-강비에 제도 | 98730      | 테푸카마루이아 | 12.1       | 284               |
| 누쿠타바케          | 투아모투-강비에 제도 | 98732      | 타바바         | 12.3       | 295               |
| 푸카푸카            | 투아모투-강비에 제도 | 98737      | 테오네마히나   | 8.0        | 163               |
| 랑이로아            | 투아모투-강비에 제도 | 98740      | 티푸타         | 144.5      | 3,657             |
| 레아오              | 투아모투-강비에 제도 | 98742      | 라푸아라바     | 18.0       | 587               |
| 타카로아            | 투아모투-강비에 제도 | 98749      | 테하바로아     | 35.0       | 1,175             |
| 타타코토            | 투아모투-강비에 제도 | 98751      | 투무쿠루       | 7.3        | 259               |
| 투레이아            | 투아모투-강비에 제도 | 98755      | 하카마루       | 19.2       | 336               |
| 라이바바에          | 오스트랄 제도        | 98739      | 라이루아       | 20.4       | 903               |
| 라파                | 오스트랄 제도        | 98741      | 아후레이       | 40.6       | 507               |
| 리마타라            | 오스트랄 제도        | 98743      | 아마루         | 9.1        | 872               |
| 루루투              | 오스트랄 제도        | 98744      | 모에라이       | 32.8       | 2,466             |
| 투부아이            | 오스트랄 제도        | 98753      | 마타우라       | 45.0       | 2,217             |
| 보라보라            | 수르방 제도          | 98714      | 바이타페       | 40.3       | 10,549            |
| 후아히네            | 수르방 제도          | 98724      | 파레           | 74.8       | 6,075             |
| 마우피티            | 수르방 제도          | 98728      | 마우피티       | 11.4       | 1,286             |
| 타하아              | 수르방 제도          | 98745      | 파티오         | 90.2       | 5,234             |
| 타푸타푸테아        | 수르방 제도          | 98750      | 타푸타푸테아   | 88.5       | 4,792             |
| 투마라아            | 수르방 제도          | 98754      | 투마라아       | 63.2       | 3,721             |
| 우투로아            | 수르방 제도          | 98758      | 우투로아       | 35.1       | 3,736             |
| 아루에              | 방 제도              | 98712      | 아루에         | 20.5       | 10,243            |
| 파아아              | 방 제도              | 98715      | 파아아         | 34.2       | 29,506            |
| 히티아아오테라      | 방 제도              | 98722      | 티아레이       | 218.2      | 10,033            |
| 마히나              | 방 제도              | 98725      | 마히나         | 51.6       | 14,763            |
| 모오레아말라오      | 방 제도              | 98729      | 아파레아이투   | 141.8      | 17,816            |
| 파에아              | 방 제도              | 98733      | 파에아         | 64.5       | 13,021            |
| 파파라              | 방 제도              | 98734      | 파파라         | 92.5       | 11,680            |
| 파페테              | 방 제도              | 98735      | 파페테         | 17.4       | 26,926            |
| 피라에              | 방 제도              | 98736      | 피라에         | 35.4       | 14,209            |
| 푸나우이아          | 방 제도              | 98738      | 푸나우이아     | 75.9       | 28,103            |
| 타이아라푸에스트    | 방 제도              | 98747      | 아파히티       | 218.3      | 12,701            |
| 타이아라푸웨스트    | 방 제도              | 98748      | 바이라오       | 104.3      | 8,078             |
| 테바이우타          | 방 제도              | 98752      | 마타이에아     | 119.5      | 10,254            |
| 프랑스령 폴리네시아 |                      |            | 파페테         | 3521.2     | 275,918           |

클리퍼턴섬의 경우 2007년 2월 20일까지 프랑스령 폴리네시아에 속했으나, 행정구나 코뮌에는 그 어디도 속하지 않았다. 그해 2월 21일부터는 프랑스령 폴리네시아의 고등판무관 관할지역에서 프랑스 해외영토부 관할로 전환되면서 아예 별개의 행정 구역으로 취급되기 시작하였다.

## 같이 보기
- 프랑스의 행정 구역
- 프랑스의 코뮌 목록
- 프랑스령 폴리네시아